# Людвіг-канал
49°24′37″ пн. ш. 11°04′34″ сх. д. / 49.41022° пн. ш. 11.0762° сх. д.
Людвиг-канал (нім. Ludwig-Donau-Main-Kanal або нім. Ludwigskanal) — не діючий канал на півдні Німеччини.
Канал починається біля Кельгайма на Дунаї, прямує річкою Альтмюль до Дітфурта, повертає на північ через Нюрнберг вздовж Регніца до Бамберга, звідки до Майна.
Найвищий пункт над рівнем Майна 179 м, над рівнем Дунаю — 59 м, на кінець XIX століття, канал мав 100 шлюзів, і використовувався тільки для перевезення лісу.
Канал, названий на честь короля Баварії Людвига I, був побудований в 1836—1846 роках.
Тоді як Майн і Дунай були річками з широким річищем, Людвиг-канал був вузьким, із численними шлюзами та нестачею води у верхів'ї.
Довжина каналу — 172 км.
Канал був вузьким, з великою кількістю шлюзів.
Був закритий в 1950 році через серйозні пошкодження під час Другої світової війни та конкуренції з боку залізниць.
У 1992 році було відкрито більший, практично паралельний, канал Рейн — Майн — Дунай, що будувався з 1921 року.
У 2018 році канал був визнаний однією з історичних пам'яток інженерно-архітектурного мистецтва Німеччини.